# Linea L
La linea L 14th Street-Canarsie Local è una linea della metropolitana di New York, che collega la città da ovest, con capolinea presso la stazione di Eighth Avenue, a est, con capolinea presso Canarsie-Rockaway Parkway. È indicata con il colore grigio ardesia chiaro poiché la trunk line utilizzata a Manhattan è la linea BMT Canarsie.
È stata la prima linea della metropolitana di New York ad essere automatizzata, mediante l'utilizzo del communication based train control, entrato in piena operatività nell'aprile del 2012.
È utilizzata da oltre 400.000 passeggeri al giorno, 225.000 dei quali transitano da Brooklyn a Manhattan e viceversa (con altri 50.000 che la usano spostandosi soltanto tra le stazioni site in Manhattan ed i restanti 125.000 che sono passeggeri esclusivamente di Brooklyn).

## Storia

### 1900-1999
L'attuale linea L fu attivata il 30 giugno 1924, in concomitanza con l'apertura della linea 14th Street-Eastern District. All'epoca, svolgeva un servizio locale tra Sixth Avenue e Montrose Avenue ed era indicata dalla Brooklyn-Manhattan Transit Corporation con il numero 16. In seguito, il 14 luglio 1928, la linea 14h Street-Eastern District fu prolungata e collegata alla linea Canarsie presso Broadway Junction, di conseguenza il capolinea meridionale della linea L venne spostato da Montrose Avenue a Canarsie-Rockaway Parkway. Infine, il 30 maggio 1931, il capolinea nord fu prolungato a Eighth Avenue e la linea assunse il percorso che mantiene tuttora. Durante le ore di punta fu anche attivato un servizio espresso che saltava le fermate tra Lorimer Street e Myrtle-Wyckoff Avenues, in aggiunta al normale servizio locale.
Il 23 settembre 1936, la linea espressa fu deviata a Lefferts Boulevard, attraverso la linea BMT Fulton Street. Poi il 30 aprile 1956, la linea espressa fu eliminata. Il 26 novembre 1967, con l'apertura della Chrystie Street Connection, alla linea locale fu assegnata la denominazione linea LL, che si sarebbe poi trasformata nell'attuale linea L a partire dal 5 maggio 1985, in seguito all'eliminazione delle doppie lettere nei nomi delle linee.
Prima che le linee 14th Street-Eastern District e Canarsie venissero unite, sulla linea Canarsie era attiva una linea, indicata dalla Brooklyn-Manhattan Transit Corporation come linea 14, che andava da Lower Manhattan a Canarsie-Rockaway Parkway, utilizzando l'attuale linea BMT Jamaica. Quando le due linee furono unite, la linea 14 continuò a terminare a Rockaway Parkway e nel 1967 fu rinominata linea JJ. Nel 1968, tuttavia, la linea JJ abbandonò la linea Canarsie.

### 2000-presente
L'utenza sulla linea L aumentò drammaticamente a partire dagli anni 2000, anche perché alcuni quartieri lungo la linea iniziarono a sperimentare fenomeni di gentrificazione. La Metropolitan Transportation Authority decise di conseguenza di spendere 443 milioni di dollari per 212 nuovi R143, che entrarono in servizio nel 2002. Tuttavia, già a partire dal 2006, essi si rivelarono insufficienti a gestire la costante crescita dell'utenza, la MTA ordinò quindi altre 64 vetture, degli R160 prodotti dall'Alstom. Nel 2008, sempre per aumentare la capacità della linea, alcune corse durante l'ora di punta iniziarono a terminare a Myrtle-Wyckoff Avenues.
Il 19 giugno 2005, la linea L iniziò ad utilizzare l'OPTO (acronimo di one person train operation, letteralmente funzionamento del treno con una persona) ovvero quel sistema in cui è il guidatore del treno ad aprire e chiude le porte, a fare gli annunci, e ad aiutare i passeggeri. Tuttavia, le proteste sulla sicurezza di tale sistema, soprattutto dopo gli attentati alla metropolitana di Londra del luglio 2005, e le forti pressioni da parte della Transport Workers Union of America, che accusava l'azienda di aver violato il contratto, portarono la MTA ad eliminarlo nel settembre dello stesso anno.
Per soddisfare il crescente numero di passeggeri, la MTA ha dato quindi inizio ai lavori di automazione della linea, con l'installazione del communication based train control, che si sono conclusi nell'aprile del 2012. Questo sistema permette di diminuire la distanza tra i convogli ed aumentare quindi la frequenza delle corse; essendo, inoltre, i treni controllati da un computer è possibile stabilirne l'ora esatta d'arrivo in stazione. Questa è stata anche la prima linea in cui la MTA ha introdotto gli indicatori del tempo di attesa.

## Il servizio
Come il resto della rete, la linea L 14th Street-Canarsie Local è sempre attiva, 24 ore al giorno, sette giorni su sette. Ferma in tutte le 24 stazioni della linea BMT Canarsie ed ha un tempo di percorrenza di 40 minuti circa, con frequenze che variano dai 4 minuti delle ore di punta ai 20 minuti delle ore notturne.
Possiede interscambi con 18 delle altre 24 linee della metropolitana di New York, con due linee della Port Authority Trans-Hudson, con il servizio ferroviario suburbano Long Island Rail Road e con numerose linee automobilistiche gestite da MTA Bus e NYCT Bus.

### Le stazioni servite
| Stazione                        |  | Interscambi con la metropolitana | Altri Interscambi |
| ------------------------------- |  | -------------------------------- | ----------------- |
| Manhattan                       |  |                                  |                   |
| Eighth Avenue                   |  | A · C · E                        | NYCT Bus          |
| Sixth Avenue                    |  | 1 · 2 · 3 · F · M                | PATH · NYCT Bus   |
| Union Square                    |  | 4 · 5 · 6 · N · Q · R · W        | NYCT Bus          |
| Third Avenue                    |  |                                  | NYCT Bus          |
| First Avenue                    |  |                                  | NYCT Bus          |
| Queens                          |  |                                  |                   |
| Bedford Avenue                  |  |                                  | NYCT Bus          |
| Lorimer Street                  |  | G                                | NYCT Bus          |
| Graham Avenue                   |  |                                  | NYCT Bus          |
| Grand Street                    |  |                                  | NYCT Bus          |
| Montrose Avenue                 |  |                                  | NYCT Bus          |
| Morgan Avenue                   |  |                                  | NYCT Bus          |
| Jefferson Street                |  |                                  | NYCT Bus          |
| DeKalb Avenue                   |  |                                  | NYCT Bus          |
| Myrtle-Wyckoff Avenues          |  | M                                | NYCT Bus          |
| Halsey Street                   |  |                                  | NYCT Bus          |
| Wilson Avenue                   |  |                                  |                   |
| Bushwick Avenue-Aberdeen Street |  |                                  | NYCT Bus          |
| Broadway Junction               |  | A · C · J · Z                    | NYCT Bus          |
| Atlantic Avenue                 |  |                                  | LIRR · NYCT Bus   |
| Sutter Avenue                   |  |                                  | NYCT Bus          |
| Livonia Avenue                  |  |                                  |                   |
| New Lots Avenue                 |  |                                  | NYCT Bus          |
| East 105th Street               |  |                                  |                   |
| Canarsie-Rockaway Parkway       |  |                                  | NYCT Bus          |

## Il materiale rotabile
Sulla linea L vengono attualmente usati due diversi materiali rotabili, gli R143 e gli R160. I primi risalgono agli anni 2000 e furono prodotti dalla Kawasaki Heavy Industries, i secondi sono degli anni 2010 e furono prodotti dell'azienda francese Alstom. Le vetture a disposizione della linea sono in totale 152 R143 e 40 R160, assemblabili in diverse configurazioni. Il deposito assegnato alla linea è quello di East New York.